# Carabassó
El carabassó és una verdura, el fruit de la carabassonera Cucurbita pepo var, cylindrica, una planta herbàcia anual del grup de les carabasses de la família de les cucurbitàcies. És originària d'Amèrica on era un dels principals conreus dels pobles indígenes precolombins. Actualment ha passat a ser part de la cuina mediterrània.

## Descripció

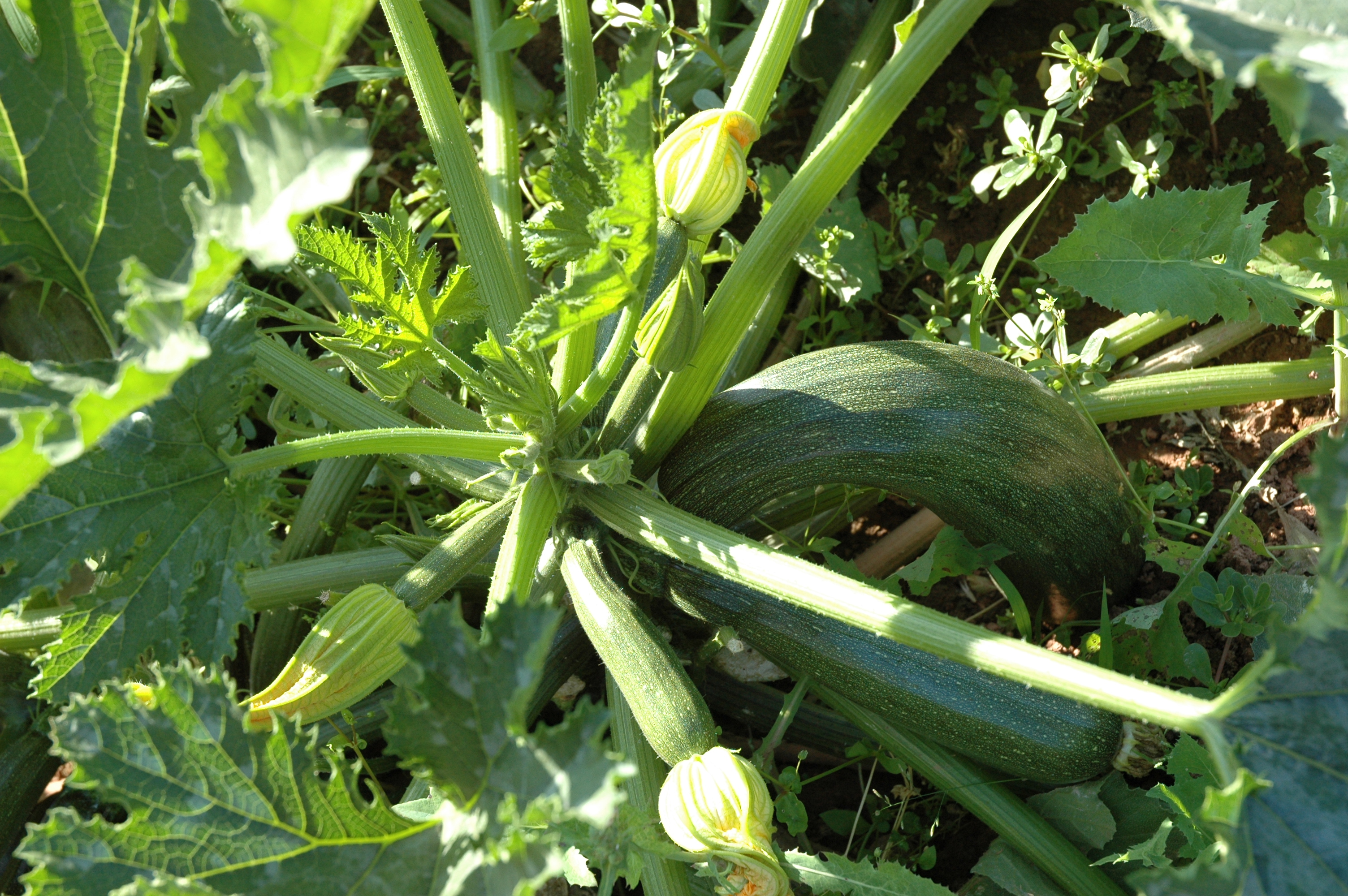
Planta de carabassó

Planta anual monoica (flors masculines i femenines separades en la mateixa planta). Les formes conreades normalment tenen les fulles erectes (varietats modernes) però també n'hi ha de reptants(varietats antigues) i aleshores les plantes poden estendre's fins a arribar a uns quants metres de llargada. Les fulles són palmejades amb pèls no vulnerants i tenen uns pecíols molt llargs i acanalats. Les flors són relativament grosses i de color groc, les femenines amb el pistil molt visible, tenen l'ovari en forma de petit carabassó. El fruit és en forma de pepònide (com la resta de les cucurbitàcies) molt allargat i de grans dimensions, quan està fisiològicament madur és de color groc amb gran quantitat de llavors.

## Conreu
Planta rústica, el seu zero vegetatiu o punt termomètric à partir del qual comença la creixença, se situa al voltant dels 10 °C i és molt més baix que el de melons i síndries. És una planta de fàcil conreu i ràpid creixement però que ha de menester molta aigua. Els carabassons es cullen immadurs perquè si no perden les qualitats gustatives. També se'n mengen les flors (a Mèxic les prefereixen als fruits) i les llavors que són semblants a les de les altres carabasses.

## Descripció botànica

### Descripció vegetativa
La forma vital de Raunkjaer de Cucurbita pepo correspon a la de teròfit.
La carabassa és una planta herbàcia de gran port. És anual, rastrera, monoica i de tall angular. Pot arribar fins als deu metres de llarg i està dotada de nombrosos circells, en conseqüència, la tija serà ajaguda, normalment prostrada i enfiladissa.
L'arrel és aèria i té ramificacions que porten a arrels secundàries més primes. Presenta fulles grans i cordiformes, posseeixen cinc lòbuls situats al marge, punteguts, denticulats o circulars, segons l'espècie. La pilositat de les cucurbita pepo és suau.

### Descripció reproductora

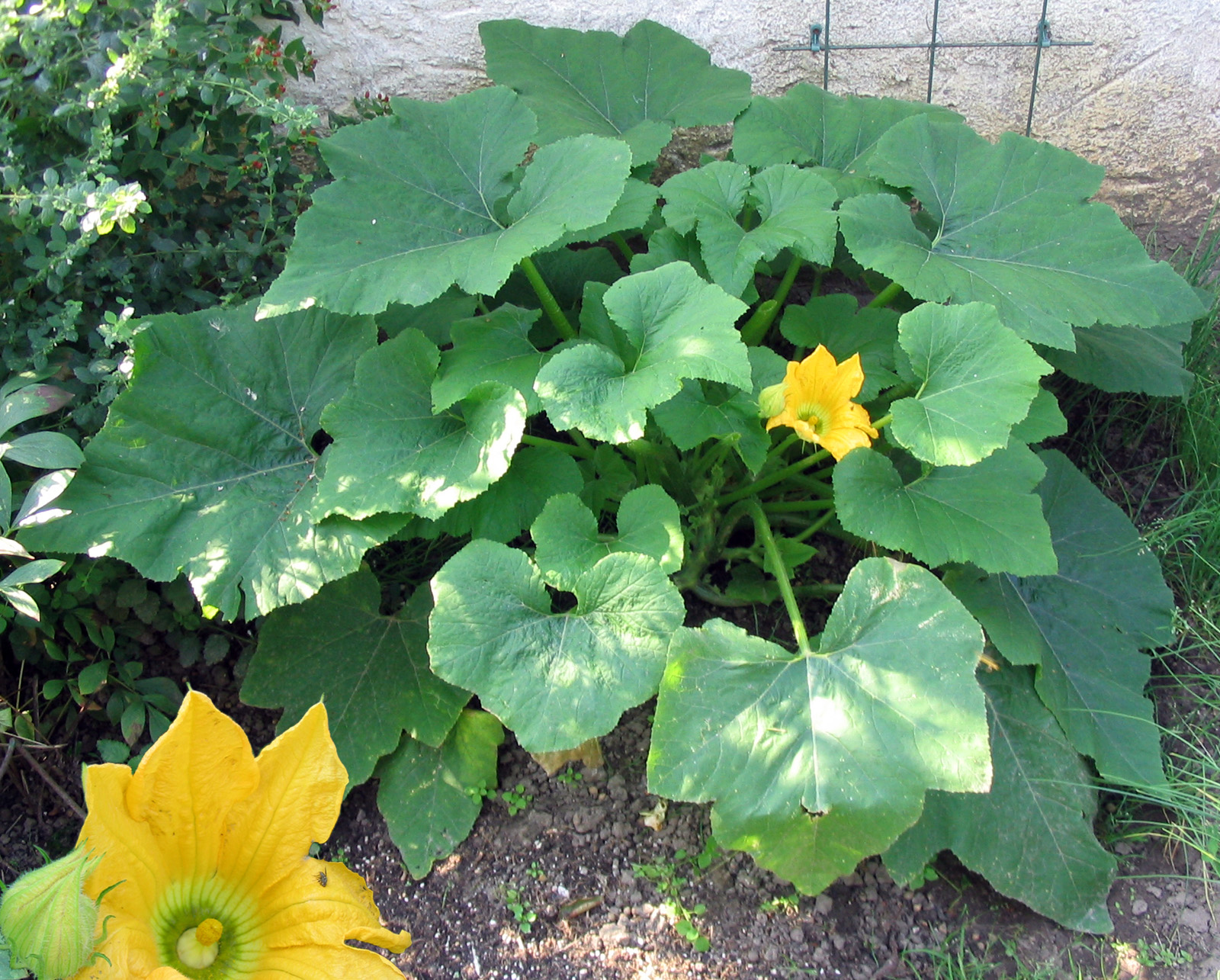
Flors i fulles de la Cucurbita pepo

Presenten flors generalment unisexuals, actinomorfes i pentàmeres. Són molt vistoses, solitàries.
El periant és doble i acostuma a estar integrat en cada verticil per 5 peces, les de la corol·la soldades parcialment entre elles, i més rarament lliures. Està soldat a la part basal, formant una corol·la en forma de copa que pot arribar als set cm de diàmetre. Té color ataronjat.
Les flors són unisexuals, monoiques i dioiques. Les primeres flors a aparèixer són les masculines, però progressivament hi va augmentant el nombre de flors femenines.
Hi ha flors masculines amb receptacle acampanat o tubulós. Presenten un androceu polimòrfic integrat per 5 estams lliures, produeixen grans de pol·len tricolpoporats o trizonoporats.
Les flors femenines presenten un gineceu ínfer o semiínfer, integrat generalment per 3 o 4 carpels fusionats en un ovari unilocular que es perllonga en un o diversos estils i en el seu interior s'ubiquen nombrosos primordis seminals.
Per presentar inflorescència, les flors es disposen agrupades en un sistema de branques especialitzat, generalment amb fulles simplificades (bràctees) a la base o sense fulles, per tant no presenta inflorescència la Cucurbita pepo.
El fruit o carabassa és una gran baia de color ataronjat, globulosa, amb peduncle cilíndric i polpa carnosa, esponjosa i filamentosa la seva part central; conté nombroses llavors blanques ovoides i planes.

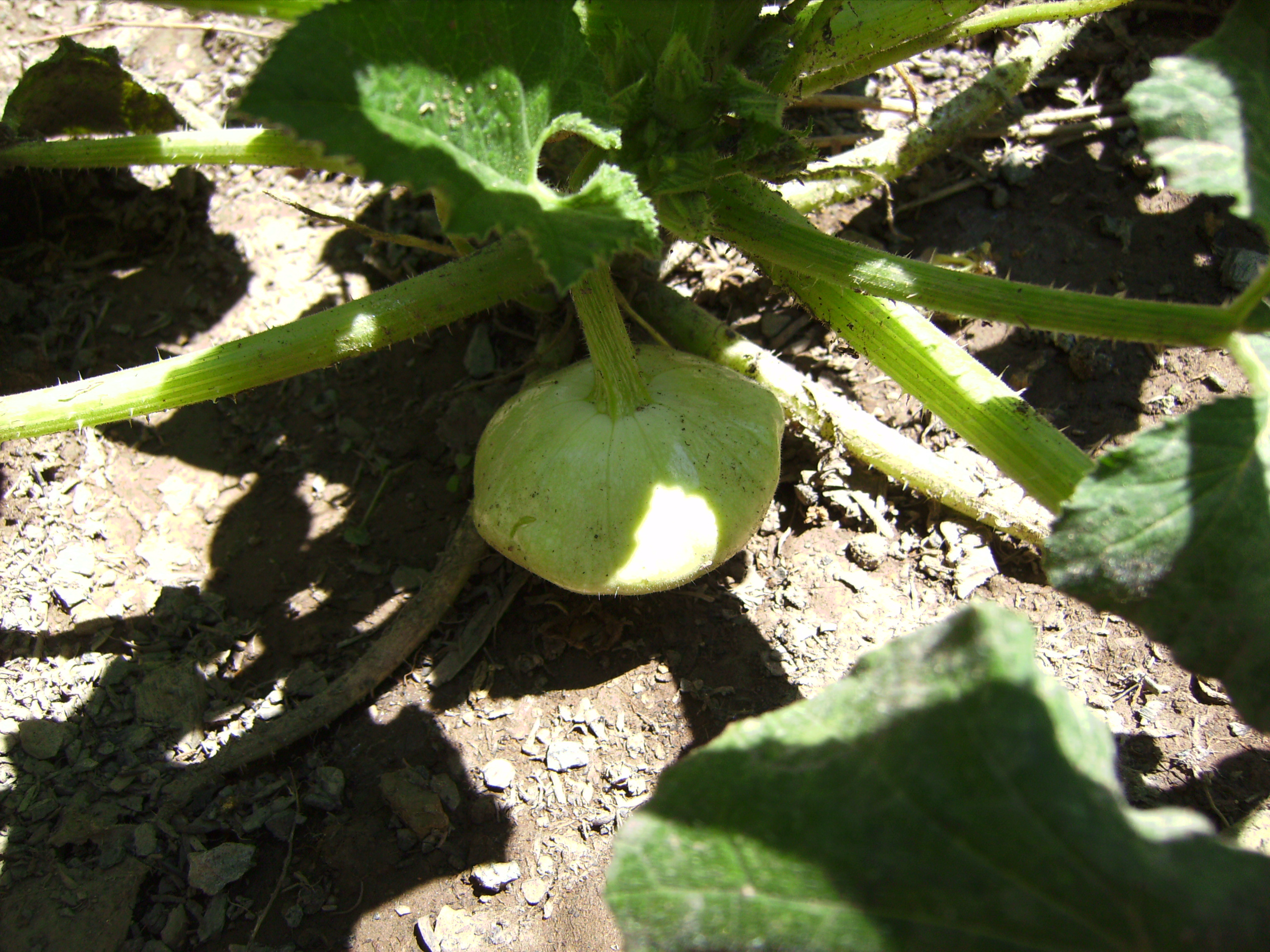
Carabassó de la varietat ovífera (en francès páttisson)

En la varietat ovifera el fruit té forma de turbant i sovint és de pela blanca

## Característiques nutritives
Planta aquosa amb només 15 quilocalories per 100 grams. Té un alt contingut en folats, vitamines i potassi.